# کری فاکس
کری فاکس (انگلیسی: Kerry Lauren Fox؛ زادهٔ ۳۰ ژوئیهٔ ۱۹۶۶) هنرپیشه اهل نیوزیلند است که برای بازی در فیلمِ نزدیکی توانست جایزه خرس نقره‌ایِ جشنواره فیلم برلین را از آنِ خود کند.

## بخشی از فیلم‌شناسی
- فرشته‌ای سر میز من (۱۹۹۰)
- آخرین روزهای شه نو (۱۹۹۲)
- دوستان (۱۹۹۳)
- زندگی کشور (۱۹۹۴)
- قبر کم‌عمق (۱۹۹۴)
- آخرین خال‌کوبی (۱۹۹۴)
- به سارایوو خوش‌آمدید (۱۹۹۶)
- جادوانگی (۱۹۹۸)
- نزدیکی (۲۰۰۱)
- مردان جلودار (۲۰۰۱)
- سیاه و سفید (۲۰۰۲)
- گردهمایی (۲۰۰۳)
- فرابر (۲۰۰۷)
- طوفان (۲۰۰۹)
- ستاره فروزان (۲۰۰۹)
- خیاط (۲۰۱۵)
- جو کوچولو (۲۰۱۹)
- آدمکشان میدسامر (۲۰۱۲)
- روانی (۲۰۱۲)